# The Freedom Force (série télévisée d'animation)
The Freedom Force est une série télévisée d'animation américaine en cinq épisodes de 12 minutes produite par Filmation et diffusée du 9 septembre au 7 octobre 1978 sur le réseau CBS. Elle a été diffusée dans le cadre de l'émission Tarzan and the Super 7 d'une durée de 90 minutes comptant sept séries au total.
Cette série est inédite dans les pays francophones.

## Synopsis
Des héros et héroïnes aux capacités hors-normes forment le groupe Freedom Force et combattent aux quatre coins de l'univers les forces du mal. Ce groupe est composé du magicien Merlin, du marin Sinbad, du demi-dieu Hercule, de Super Samouraï et de la super héroïne Isis.

## Distribution

### Voix originales
- Michael Bell : Merlin / Sinbad / Super Samourai
- Diane Pershing : Isis
- Bob Denison : Hercule

## Épisodes
1. Les Cavaliers dragons (The Dragon Riders)
2. Le Samouraï écarlate (The Scarlet Samurai)
3. Les Soldats de la planète (The Planet Soldiers)
4. L'Odyssée de Pégase (Pegasus' Odyssey)
5. Le Robot (The Robot)

## Production
De nombreux personnages issus de la culture populaire et faisant partie du domaine public comme Hercule, Merlin et Sinbad ont pu être utilisés dans la série sans devoir verser de droits d'auteur. Les seules créations originales sont le personnage d'Isis vu dans la série Isis et Super Samouraï, créé spécialement pour la série.

## DVD
- États-Unis :

L'intégrale de la série est sortie en DVD le 22 août 2006 chez BCI avec de nombreux bonus (Making of, interviews des créateurs, galeries photos, etc.). Les copies ont été restaurées pour l'occasion.